# Bård Vegar Solhjell
Bård Vegar Solhjell (født 22. december 1971 i Kristiansand) er en norsk politiker. Han er næstformand i Sosialistisk Venstreparti (SV) og fra 2009 partiets parlamentariske leder. Han var fra den 18. oktober 2007 til 20. oktober 2009 undervisningsminister, med ansvar for børnehave, grunnskole og videregående oplæring i Regeringen Jens Stoltenberg II. Solhjell havde som undervisningsminister det administrative ansvar for undervisningsministeriet. Indtil denne udnævnelse var han statssekretær ved Statsministerens kontor under samme regering. Han blev erstattet af Kristin Halvorsen som undervisningsminister den 20. oktober 2009.

## Baggrund
Solhjell er opvokset i Naustdal i Sogn og Fjordane. Han er uddannet cand.scient.adm. fra Universitetet i Bergen og Universitetet i Oslo. 
Han arbejdede som ufaglært lærer ved Instedalen skule i Naustdal i skoleåret 1990–1991, og var i 1995 ansat i Posten i Bergen. Han har også arbejdet på postkontor i Oslo og en kort periode i Danmark. Solhjell er en habil skakspiller.

## Politisk liv
Solhjell var næstformand i Sosialistisk Ungdom fra 1992 til 1994, derefter blev han politisk rådgiver for SVs stortingsgruppe. Han har været hovedbestyrelsesmedlem i Sosialistisk Venstreparti siden 1999. Mellem 2001 og 2005 var han partisekretær i SV. Mellem 2002 og 2005 var han medlem af Kringkastingsrådet. Fra 1992 til 1993 var Solhjell rådsmedlem i organisationen Nei til EU. Han blev valgt til næstformand for SV 25. marts 2007. Han blev valgt på partiets landsmøde under et kampvalg med 114 stemmer, mens 90 personer stemte på modkandidaten Ingrid Fiskaa.

## Reference
1. ↑  "Vant nestlederkampen". Aftenposten.no. 25. marts 2007. Hentet 20. oktober 2007.